# Arbaille

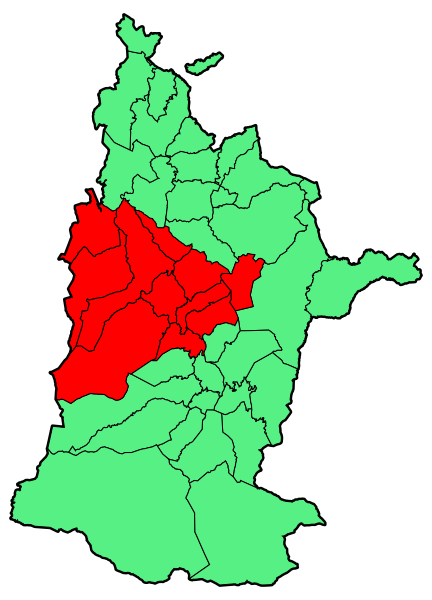
Pays historique dArbaila

Arbaille ou Arbaila en basque, est un pays historique de la province basque de la Soule, dans le département des Pyrénées-Atlantiques. Il est situé dans le massif des Arbailles.

Blason de la Soule

## Communes
| - Aussurucq - Roquiague - Garindein - Gotein-Libarrenx - Idaux-Mendy - Menditte | - Musculdy - Ossas-Suhare - Pagolle - Ordiarp - Sauguis-Saint-Étienne |

## Pays historiques de la Soule
- Arbaille (Arbaila)
- Basse-Soule ou La Barhoue ou (Pettarra)
- Haute-Soule (Basabürüa)[2]